# Бжозувка (Люблінське воєводство)
Бжозувка (пол. Brzozówka) — село в Польщі, у гміні Шастарка Красницького повіту Люблінського воєводства.
Населення — 412 осіб (2011).
У 1975-1998 роках село належало до Тарнобжезького воєводства.

## Демографія
Демографічна структура станом на 31 березня 2011 року:
|          | Загалом | Допрацездатний вік | Працездатний вік | Постпрацездатний вік |
| -------- | ------- | ------------------ | ---------------- | -------------------- |
| Чоловіки | 196     | 36                 | 128              | 32                   |
| Жінки    | 216     | 33                 | 123              | 60                   |
| Разом    | 412     | 69                 | 251              | 92                   |